# Augustines récollettes du Sacré-Cœur de Jésus
Les augustines récollettes du Sacré-Cœur de Jésus (en latin : Augustiniorum Recollectorum in Venetiola) est une congrégation religieuse hospitalière de droit pontifical.

## Historique
En 1893, le père Vincent López Aveledo crée une association de jeunes filles bénévoles pour aider les malades de l'hôpital qu'il a fondé ; parmi elles, Laura Alvarado Cardozo (1875-1967). Le 11 février 1901, en accord avec l'archevêque de Caracas, le père Lopez Aveledo fonde les petites sœurs des pauvres de Maracay ; Laura et trois compagnes prennent l'habit religieux.
Le 22 mai 1902, Mgr Críspulo Uzcátegui, archevêque de Caracas, donne aux sœurs la règle de saint Augustin et les autorise à prononcer des vœux religieux ; avec l'adoption de la règle augustinienne, s'impose le nouveau nom de sœurs hospitalières de saint Augustin.
Par un décret du 17 janvier 1927, Mgr Felipe Rincón González reconnaît la congrégation qui devient de droit diocésain. Le 10 mai 1950, l'institut est agrégé aux augustins récollets, il reçoit le décret de louange le 15 novembre 1952 avec son nom actuel.

## Activités et diffusion

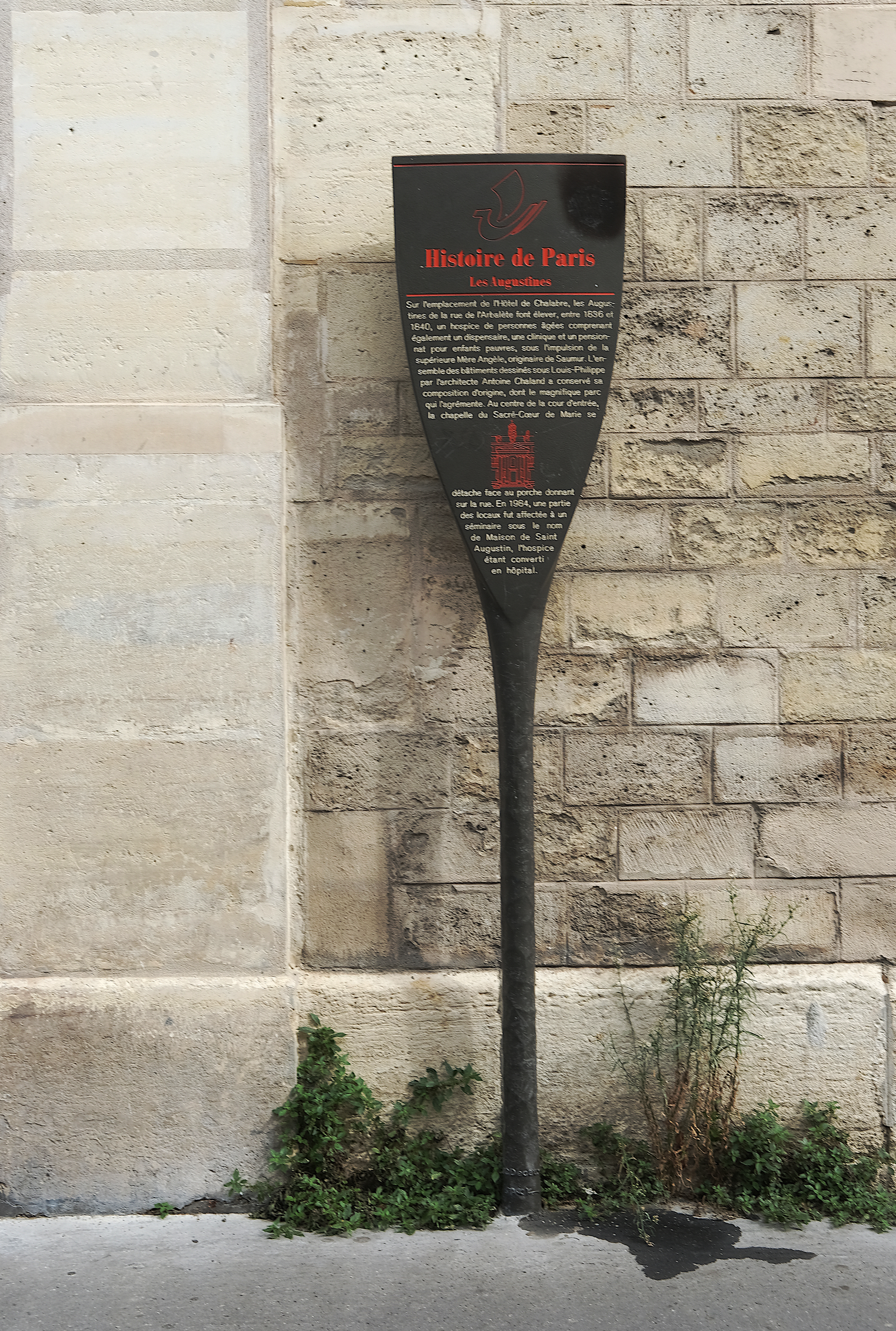
Panneau Histoire de Paris sur les Augustines au n°29 de la rue de la Santé, Paris 13e.

Les augustines récollettes du Sacré-Cœur sont surtout hospitalières et travaillent dans des maisons de retraites, des hôpitaux, des orphelinats. Elles se dédient aussi à l'enseignement.
Elles sont présentes au Vénézuela avec la maison-mère à Los Teques.
En 2017, la congrégation comptait 91 religieuses dans 15 maisons.